# Апостольский нунций в Габоне
Апостольский нунций в Габонской Республике — дипломатический представитель Святого Престола в Габоне. Данный дипломатический пост занимает церковно-дипломатический представитель Ватикана в ранге посла. Апостольская нунциатура в Габоне была учреждена на постоянной основе 31 октября 1967 года. Её резиденция находится в Либревиле.
В настоящее время Апостольским нунцием в Габоне является архиепископ Хавьер Эррера Корона, назначенный Папой Франциском 5 февраля 2022 года.

## История
Апостольская делегатура Дакара, обладающей юрисдикцией в отношении всех французских континентальных и островных колоний (за исключением районов Северной Африки), была учреждена 22 сентября 1948 года, бреве «Expedit et Romanorum Pontificum» папы римского Пия XII.
3 мая 1960 года, согласно бреве «Ad universae Ecclesiae» Папы Иоанна XXIII, была учреждена Апостольская делегатура Центральной и Западной Африки, обладающей юрисдикцией в отношении следующих африканских стран: Габон, Нигерия, Камерун, Убанги-Шари, Республика Конго и Чад. Резиденцией Апостольского делегата был город Лагос — в Нигерии.
3 апреля 1965 года, согласно бреве «Qui res Africanas» Папы Павла VI, была учреждена новая Апостольская делегатура Центральной Африки, с юрисдикцией в Габоне, Центральноафриканской Республике, Камеруне, Чаде и Конго. Резиденцией Апостольского делегата был город Яунде — в Камеруне.
Апостольская нунциатура в Габоне была учреждена 31 октября 1967 года, бреве «Quantum utilitatis» Папы Павла VI. Резиденцией апостольского нунция в Габоне является Либревиль — столица Габона. Апостольский нунций в Габоне, по совместительству, исполняет функции апостольского нунция в Республике Конго.

## Апостольские нунции в Габоне

### Апостольские пронунции
- Луиджи Поджи, титулярный архиепископ Форонтонианы — (31 октября 1967 — 21 мая 1969 — назначен апостольским нунцием в Перу);
- Эрнесто Галлина, титулярный архиепископ Треви — (16 июля 1969 — 13 марта 1971 — назначен апостольским пронунцием в Иране);
- Жан Жадо, титулярный архиепископ Дзури — (15 мая 1971 — 23 мая 1973 — назначен апостольским делегатом в США);
- Лучано Стореро, титулярный архиепископ Тигиммы — (30 июня 1973 — 14 июля 1976 — назначен апостольским пронунцием в Индии);
- Джузеппе Уак, титулярный архиепископ Тарроса — (15 января 1977 — 3 июня 1981 — назначен апостольским пронунцием в Заире);
- Донато Сквиччарини, титулярный архиепископ Тибурнии — (16 сентября 1981 — 1 июля 1989 — назначен апостольским нунцием в Австрии);
- Сантос Абриль-и-Кастельо, титулярный архиепископ Тамады — (2 октября 1989 — 24 февраля 1996 — назначен апостольским нунцием в Югославии).

### Апостольские нунции
- Луиджи Пеццуто, титулярный архиепископ Торре ди Проконсоларе — (7 декабря 1996 — 22 мая 1999 — назначен апостольским нунцием в Танзании);
- Марио Роберто Кассари, титулярный архиепископ Тронто — (3 августа 1999 — 31 июля 2004 — назначен апостольским нунцием в Буркина-Фасо и Кот-д’Ивуаре);
- Андрес Карраскоса Косо, титулярный архиепископ Эло — (26 августа 2004 — 12 января 2009 — назначен апостольским нунцием в Панаме);
- Ян Ромео Павловский, титулярный архиепископ Сейны — (18 марта 2009 — 7 декабря 2015 — назначен делегатом папских представительств);
- Франсиско Эскаланте Молина, титулярный архиепископ Грацианы — (21 мая 2016 — 4 июня 2021 — назначен апостольским нунцием на Гаити);
- Хавьер Эррера Корона, титулярный архиепископ Вультурары — (5 февраля 2022 — по настоящее время).